# José María Caro Martínez
Pour les articles homonymes, voir Caro.
José María Caro Martínez (prononcé en espagnol : [xoˈse maˈɾia ˈkaɾo maɾˈtineθ]), né en 1830 et mort le 11 novembre 1916, est un homme politique et fonctionnaire chilien. En mai 1894, il a été unanimement élu comme premier maire de la commune de Pichilemu aux côtés de Pedro Nolasco de Mira et Francisco Reyes, qui ont été élus comme second et troisième alcalde (second et troisième magistrat). Caro Martínez avait été précédemment plusieurs années llavero (administrateur) de l’hacienda San Antonio de Petrel, et il fut en 1891 et en 1892 13e sous-délégué de la 13e sous-délégation du département de San Fernando, qui comprenait le district de Cáhuil.
Les onze ans du mandat de Caro Martínez, qui dura de 1894 à 1905, fut qualifié par le journaliste et historien local José Arraño Acevedo comme étant « le plus fructueux » de l'histoire de la commune. Dans son quatrième mandat, Caro Martínez construisit des routes qui connectèrent Pichilemu à San Fernando, capitale du département du même nom, et fonda plusieurs écoles dans Pichilemu et une partie de l'actuelle Marchigüe.
Il démissionna en mai 1905 et finit son quatrième mandat comme segundo alcalde. En tant que maire, il fut suivi par Francisco Javier Asalgado, qui occupa la fonction pour deux mandats non consécutifs. Caro Martínez est le père de José María Caro Rodríguez, le premier cardinal chilien de l'Église catholique romaine, Francisco Adriano Caro Rodríguez, qui était regidor de Pichilemu pendant plusieurs mandats entre 1906 et décembre 1925 lorsqu'il devint le 8e maire de Pichilemu après la démission de Luis Barahona Fornés, et Pedro Pablo Caro Rodríguez, un avocat de l'université du Chili, qui fut juge dans plusieurs villes chiliennes